# Ritme (disseny)
El ritme (del grec ῥυθμός - rhythmos, «qualsevol moviment regular i recurrent, simetria») pot definir-se generalment com un moviment marcat per la successió regular d'elements dèbils i forts, o bé de condicions oposades o diferents. És a dir, un flux de moviment, controlat o mig controlat, sonor o visual, generalment produït per una ordenació d'elements diferents del medi en qüestió.
En disseny, es refereix a la repetició d'un o més elements en la composició d'un disseny. Això, amb el fi d'obtenir certa seqüència que pot arribar a ser predita. Una qualitat del ritme és que permet espais entre cada element que el compon, anomenats intervals.

## Cinètica visual
El ritme és l'aspecte més fonamental i la «pulsació visual» dels punts, les línies paral·leles, les verticals i horitzontals, col·locats amb intervals diferents entre elles, són un simple exemple de canvis de ritme.
No hi ha cap cultura que no hagi concebut la idea de ritme d'una forma o altra perquè el ritme és fonamental pel creixement orgànic. Pot ser el ritme regular repetitiu d'una pauta simple o el ritme del moviment i contramoviment d'una tensió lliurement equilibrada.
Podem imaginar el mateix principi d'una energia que és contrarestada per una altra estenent-se per tot el camp visual (per exemple, moviments lliures de corba, espirals, rotació basada en cercles amb varietat de centres canviants, moviment en les quatre direccions principals: a dalt, a baix, i de costat a costat).

## Tipus de ritme

### Ritme per repetició
És el més simple. Consisteix a repetir indefinidament el mateix motiu en una direcció determinada, conservant sempre la seva mida, forma i distància. La figura es repeteix diverses vegades de la mateixa manera, conserva la seva mida, forma i distància entre un i l'altre.

### Ritme per alternança
S'utilitzen dos o més elements diferents que es van alternant en el mateix ordre i direcció de manera que formen un contrast.

### Ritme per simetria
Aquí les formes es repeteixen als dos costats d'un eix imaginari com si hi hagués un mirall que les reflectís. L'artista parteix d'una línia anomenada eix de simetria per col·locar a cada costat els elements exactament iguals.

### Ritme radial
És una modalitat de la simetria, consisteix en la repetició circular i simètrica d'un motiu, al voltant d'un centre seguint la direcció de les agulles del rellotge.

### Ritme per progressió
En aquest tipus de ritme, el mateix element pot augmentar progressivament la seva altura, amplada, mida o intervals.

### Ritme trencat
Les formes es repeteixen seguint la configuració de línies trencades o en ziga-zaga.

### Ritme lliure
Difereix dels anteriors, per no estar subjecte a un origen establert, però sempre mantenint l'equilibri.

## Termes relacionats
Existeixen alguns termes que poden determinar el ritme com:
La proporció, que és la relació entre la mida dels elements.
L'ordre, és l'harmonia que tenen els elements.
El moviment, que és quan existeix alguna progressió entre els elements.
És important tenir en compte que el ritme no tan sols es troba incorporat al disseny, també es troba en l'arquitectura, en la naturalesa i encara més notable en la música.